# Barranc de Coma del Port
El Barranc de Coma del Port, és un barranc del terme de la Torre de Cabdella, dins de l'antic terme primigeni d'aquest municipi. S'origina al vessant sud del Cap de les Raspes Roies, a la Coma del Port, i davalla cap al sud-est. Quan s'ajunta al barranc de Francí, es forma el riu de Riqüerna.